# Wilsons staalvink
De Wilsons staalvink (Vidua wilsoni) is een vogel uit de familie van de Viduidae.

## Verspreiding en leefgebied
Deze soort komt voor in centraal Afrika, met name van Senegal en Gambia tot noordelijk Zaïre, zuidelijk Soedan en noordwestelijk Ethiopië.